# Мангере
Мангере (англ. Mangere, маори Maung’ Rē) — небольшой остров, входящий в состав архипелага Чатем, общая площадь которого составляет около 7000 квадратных километров. Остров расположен примерно в 650 километрах к юго-востоку от Северного острова Новой Зеландии и примерно в 860 километрах к востоку от Крайстчерча. Остров необитаем. В политическом отношении относится к территории Чатемских островов, самой маленькой административной единице Новой Зеландии.
Остров Мангере и соседний остров Малый Мангере — появились в результате извержения древнего вулкана плиоценового периода. Самая высокая точка острова, Уакапа, находится на высоте 292 метра над уровнем моря.
До 1890-х годов остров был покрыт лесом, а затем его вырубили, чтобы создать пастбища для выпаса овец. Кролики, а затем и кошки были завезены на остров в рамках сельскохозяйственного использования. Сельскохозяйственное использование прекратилось в 1966 году, и правительство Новой Зеландии выкупило остров и объявило его природным заповедником. Последние овцы были вывезены с острова в 1968 году, и с тех пор предпринимаются попытки восстановить флору и фауну острова. Несколько тысяч специально выращенных растений высаживались и каждый год за ними ухаживали вручную. Была восстановлена среда обитания для ряда местных видов птиц. На остров были вновь завезены несколько видов птиц, эндемичных для архипелага Чатем. Среди реинтродуцированных птиц — чатемская петроика, которая остается одной из самых редких птиц в мире. Здесь также вновь обитает чатемский вальдшнеп, новозеландский зуёк и Haematopus chathamensis. С тех пор как остров стал заповедником, здесь снова массово размножаются несколько видов буревестников